# بوداق منشي القزويني
بوداق منشي القزويني (الفارسية: بوداق منشی قزوینی)، كان بيروقراطيًا ومؤرخًا في إيران الصفوية في القرن السادس عشر، وهو الذي ألف التاريخ العالمي جواهر الأخبار، والذي يركز على جزء كبير من العالم الفارسي المسلم آنذاك (إيران، الهند، آسيا الوسطى، القوقاز).
وُلد بوداق في عام 1510/1511 م، وكان ينتمي إلى عائلة مرموقة مقرها في قزوين. في عهد الحاكم آق قويونلو بايسونغور (حكم 1490 - 1493 م)، كان جد بوداق لأمه الخواجة روح الله الشلكاني القزويني يعمل وزيرًا لديه. كما شغل عم بوداق منصب الوزير في عهد حاكم بغداد الصفوي محمد خان تكالو شرف الدين أوغلو. كان بوداق وأخوه خواجة عز الدين الشلقاني يعملان في إدارة الحكومة الصفوية، وكان الأول في القسم المالي. يتضمن كتاب "جواهر الأخبار" لبوداق قسمًا يتطرق بعمق إلى مسيرته المهنية، ويحتوي على أغلب ما هو معروف عنه. في عامي 1525/1526 م، أصبح بوداق كاتبًا في الأمانة الملكية. وبعد بضع سنوات، بدأ العمل كناسخ [الإنجليزية]، وفي نهاية المطاف تولى الإشراف على السجلات المالية أيضًا.
وفي سنة 1530/1531م انضم بوداق إلى عمه في بغداد وعمل هناك سكرتيرًا (كاتبًا أو حاجبًا) للديوان. كما أصبح فيما بعد الكاتب العسكري (نيفيساندا يي لاشكار) لمحمد خان تاكالو. ومن المرجح أنه غادر بغداد في عام 1534، بسبب غزو السلطان العثماني سليمان القانوني خلال الحرب العثمانية الصفوية 1532-1555 لإيران. بعد تعيين محمد خان تكالو حاكمًا لهرات في عام 1537، قام بطرد بوداق من منصبه كقائد عسكري له. ذهب بوداق إلى قزوين، حيث بدأ العمل مع بهرام ميرزا صفوي، شقيق شاه طهماسب الأول (حكم 1524 - 1576 م). وفي وقت لاحق، وبسبب تأثير وزير بهرام ميرزا مير عناية الله خوري، طرد بهرام ميرزا بوداق.
وبعد أن ظل بوداق عاطلًا عن العمل لمدة ست سنوات، قبله بهرام ميرزا مرة أخرى في خدمته، وجعله كلنتر (عُمدة) لثلاث مناطق قريبة من قزوين. خلال الحملة الثانية لسليمان القانوني ضد إيران في عام 1548/1549، رافق بوداق الجيش الصفوي بهدف إيقافه. ومع ذلك، يغفل بوداق عن هذا الحدث تمامًا، ويركز حصريًا على أدواره الإدارية.